# Carfax Tower

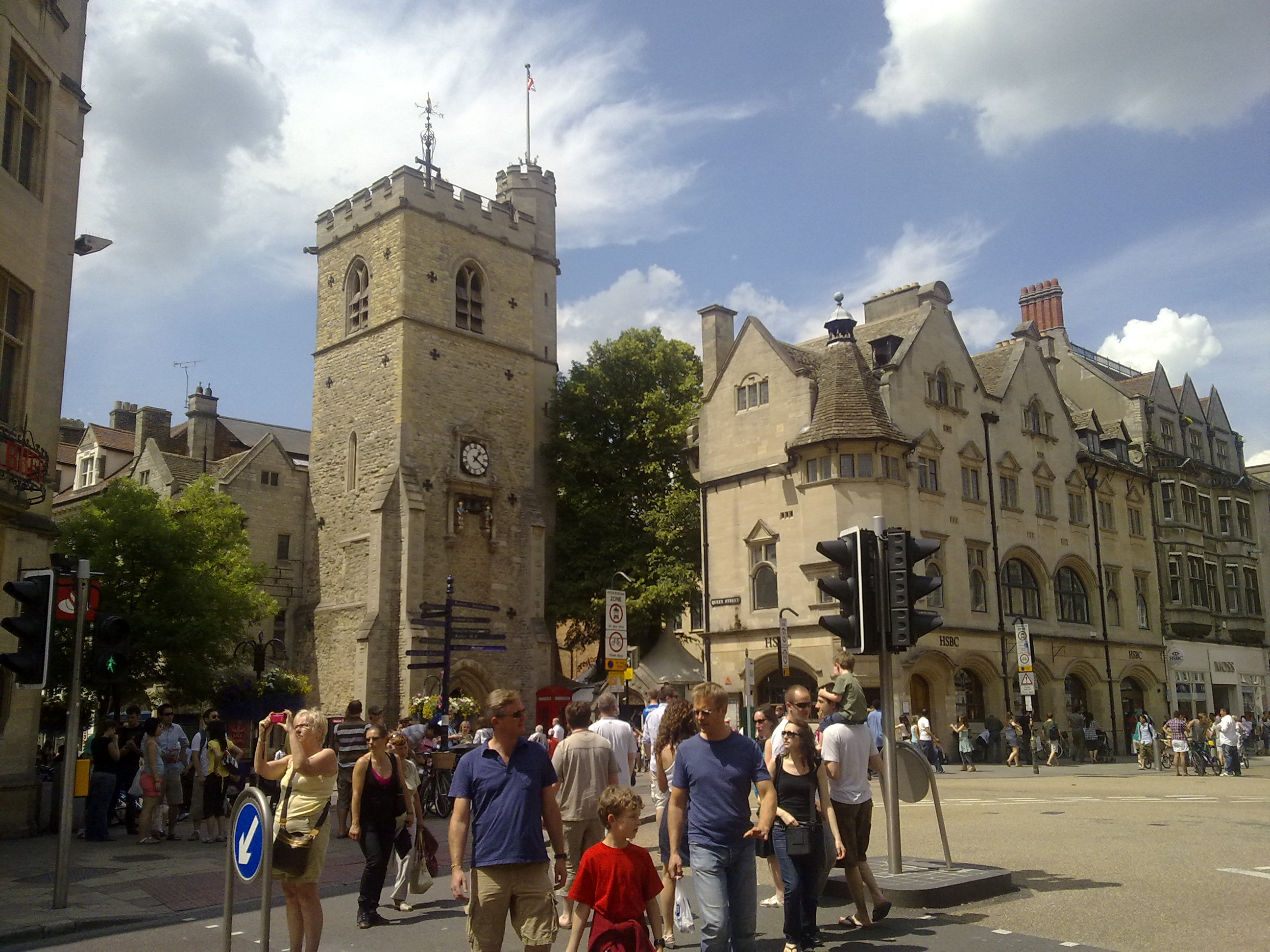
Carfax Tower im Jahr 2009

Der Carfax Tower in Oxford wurde als Turm der St. Martin's Church um 1032 errichtet. Während die 1818 umgebaute Kirche 1896 einer Straßenverbreiterung weichen musste, blieb der Turm als einziges Relikt stehen. Er hat eine Uhr aus dem 14. Jahrhundert, bei der prächtige Figuren in römischen Uniformen die Viertelstunde schlagen, die daher Quarter Boys genannt werden.

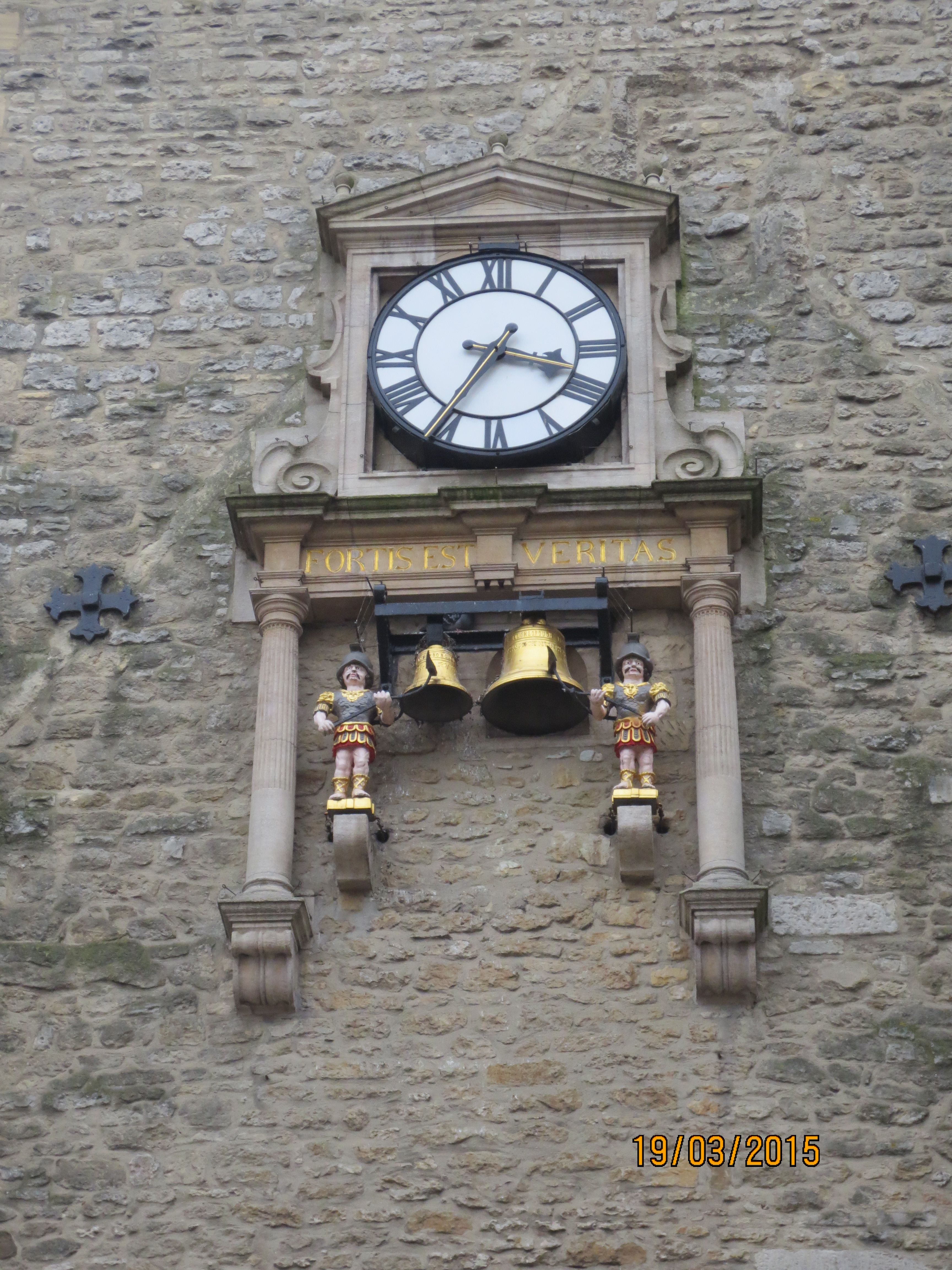
Die Quarter Boys genannten Figuren am Carfax Tower in Oxford (GB)

Benannt ist der Turm nach der in unmittelbarer Nähe gelegenen Straßenkreuzung Carfax, an der die vier Hauptstraßen von Oxford, St Aldate’s, Cornmarket Street, Queen Street und High Street  zusammentreffen und die als Mittelpunkt der Stadt gilt. Der Name leitet sich über die französische Form Quatervois vom lateinischen quadrifurcus ab, was so viel wie vier Wege, d. h. Kreuzung bedeutet (vgl. französisch carrefour). Die Kreuzung spielt im Disziplinarrecht der Universität traditionell eine Rolle bei der Berechnung von Entfernungsangaben; beispielsweise ist es den Studenten bis heute vorgeschrieben, dass sie, je nach Status (und vorbehaltlich etwaiger Ausnahmen), während der Vorlesungszeit im Umkreis von sechs bzw. 25 Meilen um Carfax wohnen müssen.